# Компостела (муниципалитет)
Компостела (исп. Compostela) — муниципалитет в Мексике, штат Наярит, с административным центром в одноимённом городе. Численность населения, по данным переписи 2010 года, составила 70 399 человек.

## Общие сведения
Название Compostela (от лат. campus stellae), можно перевести, как: звезда полей.
Площадь муниципалитета равна 1848 км², что составляет 6,76 % от территории штата. Он граничит с другими муниципалитетами Наярита: на севере с Сан-Бласом и Халиско, на востоке с Сан-Педро-Лагунильясом, и на юге с Баия-де-Бандерасом. Также на юге Компостела граничит с другим штатом Мексики — Халиско, а на западе омывается водами Тихого океана.

## Учреждение и состав
Муниципалитет был образован в 1918 году, в его состав входит 211 населённых пунктов, самые крупные из которых:
| Населённый пункт                    | Численность населения (2005 год) | Численность населения (2010 год) |
| Всего                               | 62 925                           | 70 399                           |
| Компостела (Административный центр) | 15 991                           | 17 573                           |
| Лас-Варас                           | 12 403                           | 14 077                           |
| Ла-Пеньита-де-Хальтемба             | 7 062                            | 9 102                            |
| Сакуальпан                          | 4 468                            | 4 893                            |
| Парайсо-Эскандидо                   | 2 069                            | 2 463                            |
| Ринкон-де-Гуаябитос                 | 1 919                            | 1 979                            |
| Монтеон                             | 1 598                            | 1 807                            |
| Истапа-де-ла-Консепсьон             | 1 533                            | 1 540                            |
| Фелипе-Каррильо-Пуэрто              | 1 119                            | 1 154                            |
| Сапотан                             | 1 023                            | 1 125                            |
| Хуан-Эскутия                        | 980                              | 1 017                            |
| Эль-Капомо                          | 979                              | 999                              |
| Масатан                             | 958                              | 956                              |
| Лима-де-Абахо                       | 752                              | 942                              |

## Экономическая деятельность
Работоспособное население занято по секторам экономики в следующих пропорциях:

### Сельское хозяйство и скотоводство — 45 %
- Основными выращиваемыми культурами являются: кукуруза, фасоль, кофе, сорго и манго.
- Скотоводство представлено крупным рогатым скотом, свиньями и птицеводством.
- Рыболовство занимает значительную долю доходов муниципалитета, так как здесь вылавливается до 500 тонн промысловой рыбы в год.

### Производство и строительство — 16 %
- Лесозаготовка древесины: сосны и дуба, а также ценных пород дерева — испанского кедра и махагони.
- Производится горнодобыча таких минералов, как золото и серебро. Имеется месторождение известняка.
- Производство представлено предприятиями по чистке табака и упаковке манго, производству стройматериалов, мыла, животных кормов, одежды, мебели и продуктов питания.

### Торговля, сферы услуг итуризма— 36 %
- В муниципалитете более 700 предприятий торговли, предлагающих продукты, мебель и одежду.
- Развит гостиничный сервис, с более 80 предприятиями.

## Инфраструктура
По статистическим данным 2005 года, инфраструктура развита следующим образом:
- протяжённость дорог: 252,9 км;
- электрификация: 97%;
- водоснабжение: 91%;
- водоотведение: 80%.

## Туризм
В муниципалитете можно посетить:
Архитектурные достопримечательности:
- приход Сантьяго, построенный в XVII веке,
- здание администрации муниципалитета, построенное в XVII веке.

Музеи: в 1972 году Сальвадор Гутьеррес Контрерас создал региональный музей, в котором представлены археологические предметы данного региона.